# Хердюбрейд
Хердюбрейд (исл. Herðubreið) — вулкан на северо-востоке Исландии. Расположен на Исландском плато в середине пустынной местности Оудаудахрейн неподалёку от вулкана Аскья. Оудаудахрейн представляет собой лавовое поле, возникшее вследствие извержений вулкана Трёдладингья. Хердюбрейд сформировался под ледником, покрывавшим Исландию в последний ледниковый период. Состоит из андезита.
Из-за крутых и неустойчивых склонов первое восхождение на Хердюбрейд состоялось только в 1908 г.
Рядом с вулканом находится оазис Хердюбрейдарлиндир, где расположен туристический лагерь. В прежние времена в оазисе проживали изгнанные из общества люди. Одним из изгнанников был Фьятла-Эйвинд, живший здесь зимой 1774—1775 гг.